# Karl Hein

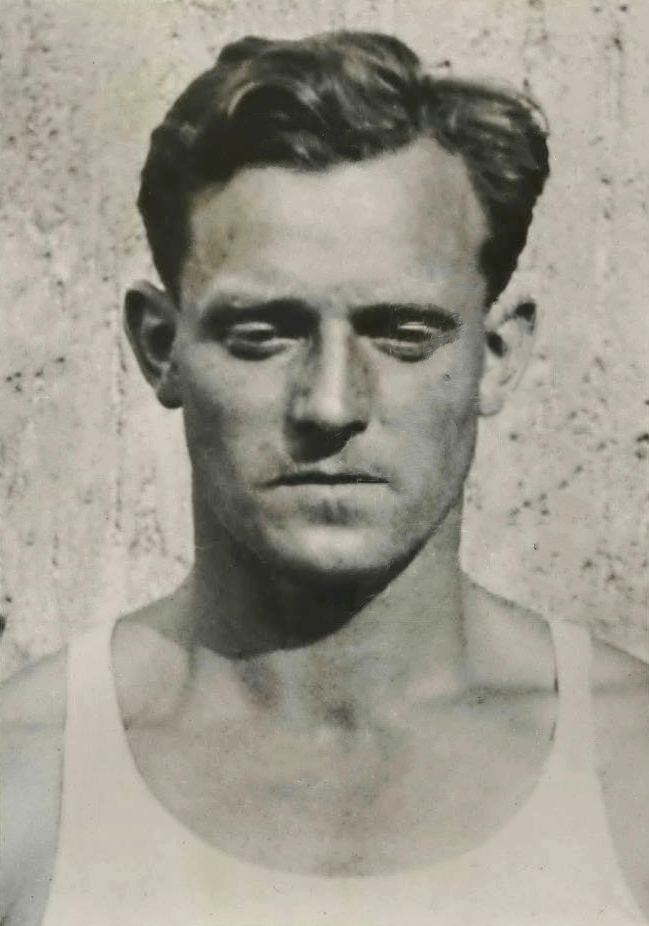
Carl Hein (1936)

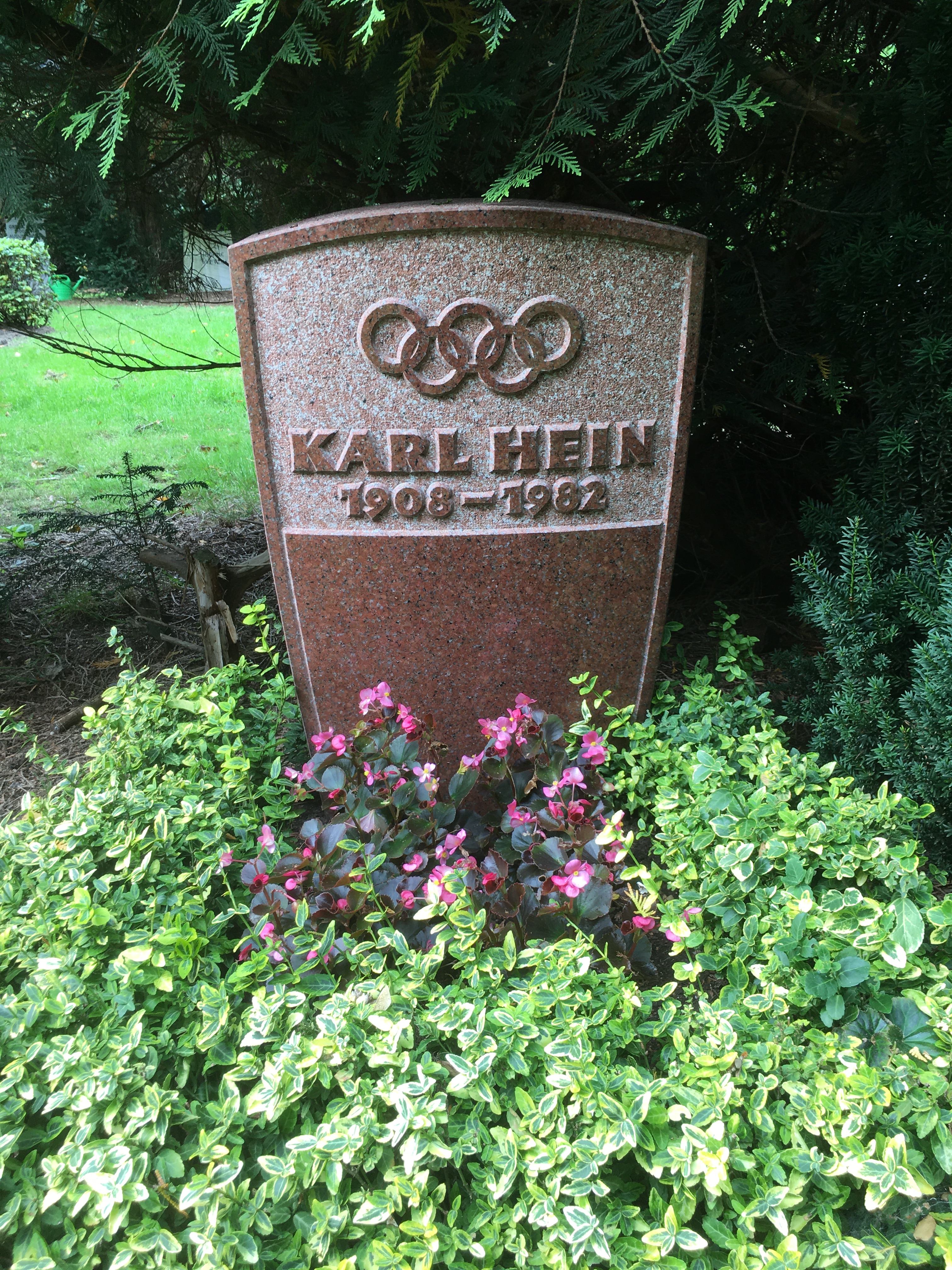
Grab von Karl Hein, Friedhof Ohlsdorf

Karl Hein (* 11. Juni 1908 in Hamburg; † 10. Juli 1982 ebenda) war ein deutscher Hammerwerfer und Olympiasieger.

## Leben
Als junger Mann war er Diskuswerfer, Kugelstoßer und Mehrkämpfer. Nach seiner Heirat gab er Anfang der 1930er Jahre den Sport auf. 1934 sah er den Film über die Olympischen Spiele 1932 in Los Angeles und war insbesondere von dem irischen Hammerwurf-Olympiasieger Pat O’Callaghan beeindruckt. Er wandte sich daraufhin dem Sport von neuem zu und siegte bei den Olympischen Spielen 1936 in Berlin mit dem olympischen Rekord von 56,49 m. Zwei Jahre später gewann er bei den Europameisterschaften 1938 in Paris mit 58,77 m.
Nach dem Zweiten Weltkrieg blieb er noch für lange Zeit aktiv. 1956 wurde er mit 48 Jahren noch Deutscher Vizemeister. Als 65-Jähriger erzielte er noch eine Weite von 53 Metern im Hammerwurf. Er startete für den SV St. Georg Hamburg und trainierte bei Sepp Christmann. In den 1950er Jahren wechselte er zum Hamburger SV. In seiner aktiven Zeit war er 1,79 m groß und 103 kg schwer.
Insgesamt gewann Hein fünf Deutsche Meistertitel (1936, 1937, 1938, 1946 und 1947), wurde dreimal Vizemeister (1942, 1943, 1956) und errang drei dritte Plätze (1939, 1941 und 1948).
Karl Hein starb im Alter von 74 Jahren. Er fand seine letzte Ruhestätte auf dem Friedhof Ohlsdorf in seiner Heimatstadt Hamburg.